# نانگوما
نانگوما شهری در شهرستان کومبیسیری در استان بازگا در بورکینافاسوی مرکزی است و جمعیت آن ۵۸۶ نفر است.